# Baskerlandet Rundt 2007
Baskerlandet Rundt 2007 var den 47. udgave af Baskerlandet Rundt. Løbet gik over seks etaper fra 9. til 14. april 2007.
Juan José Cobo vandt sammenlagt foran Ángel Vicioso
og Samuel Sánchez.

## Etaperne

### 1. etape, 9. april, Urretxu–Urretxu, 139 km
|   | Cykelrytter         | Hold | Tid        | UCI ProTour Point |
| - | ------------------- | ---- | ---------- | ----------------- |
| 1 | Juan José Cobo      | SDV  | 3h 43' 05" | 3 pts             |
| 2 | Constantino Zaballa | CEI  | 10"        | 2 pts             |
| 3 | Óscar Sevilla       | REG  | 11"        | N/A               |

|   | Cykelrytter         | Hold | Tid        |
| - | ------------------- | ---- | ---------- |
| 1 | Juan José Cobo      | SDV  | 3h 43' 05" |
| 2 | Constantino Zaballa | CEI  | 10"        |
| 3 | Óscar Sevilla       | REG  | 11"        |

### 2. etape, 10. april, Urretxu–Karrantza, 191.5 km
|   | Cykelrytter                | Hold | Tid        | UCI ProTour Point |
| - | -------------------------- | ---- | ---------- | ----------------- |
| 1 | Manuel Beltrán             | LIQ  | 4h 51' 55" | 3 pts             |
| 2 | José Antonio Redondo       | AST  | +15"       | 2 pts             |
| 3 | José Ángel Gómez Marchante | SDV  | +19"       | 1 pt              |

|   | Cykelrytter                | Hold | Tid        |
| - | -------------------------- | ---- | ---------- |
| 1 | Juan José Cobo             | SDV  | 8h 35' 26" |
| 2 | José Ángel Gómez Marchante | SDV  | +6"        |
| 3 | Manuel Beltrán             | LIQ  | s.t.       |

### 3. etape, 11. april, Karrantza–Vitoria-Gasteiz, 173 km
|   | Cykelrytter                      | Hold | Tid        | UCI ProTour Point |
| - | -------------------------------- | ---- | ---------- | ----------------- |
| 1 | Ángel Vicioso                    | REG  | 4h 04' 06" | N/A               |
| 2 | Francisco Javier Vila Errandonea | LAM  | s.t.       | 2 pts             |
| 3 | Iker Camaño                      | SDV  | s.t.       | 1 pt              |

|   | Cykelrytter    | Hold | Tid         |
| - | -------------- | ---- | ----------- |
| 1 | Ángel Vicioso  | REG  | 12h 39' 58" |
| 2 | Bram Tankink   | QSI  | 2' 00"      |
| 3 | Juan José Cobo | SDV  | 2' 14"      |

### 4. etape, 12. april, Vitoria-Gasteiz–Lekunberri, 173 km
|   | Cykelrytter                | Hold | Tid        | UCI ProTour Point |
| - | -------------------------- | ---- | ---------- | ----------------- |
| 1 | Jens Voigt                 | CSC  | 4h 32' 15" | 3 pts             |
| 2 | José Ángel Gómez Marchante | SDV  | 1' 39"     | 2 pts             |
| 3 | Alejandro Valverde         | CEI  | 1' 59"     | 1 pt              |

|   | Cykelrytter                | Hold | Tid         |
| - | -------------------------- | ---- | ----------- |
| 1 | Ángel Vicioso              | REG  | 17h 14' 26" |
| 2 | José Ángel Gómez Marchante | SDV  | 1' 46"      |
| 3 | Juan José Cobo             | SDV  | 1' 54"      |

### 5. etape, 13. april, Lekunberri–Oiartzun, 173 km
|   | Cykelrytter    | Hold | Tid        | UCI ProTour Point |
| - | -------------- | ---- | ---------- | ----------------- |
| 1 | Juan José Cobo | SDV  | 4h 18' 38" | 3 pts             |
| 2 | Samuel Sánchez | EUS  | 1' 03"     | 2 pts             |
| 3 | Koldo Gil      | SDV  | 1' 38"     | 1 pt              |

|   | Cykelrytter    | Hold | Tid         |
| - | -------------- | ---- | ----------- |
| 1 | Juan José Cobo | SDV  | 21h 34' 58" |
| 2 | Ángel Vicioso  | REG  | 1"          |
| 3 | Samuel Sánchez | EUS  | 1' 20"      |

### 6. etape, 14. april, Oiartzun–Oiartzun (Enkeltstart), 14 km
|   | Cykelrytter      | Hold | Tid     | UCI ProTour Point |
| - | ---------------- | ---- | ------- | ----------------- |
| 1 | Samuel Sánchez   | EUS  | 21' 36" | 3 pts             |
| 2 | Alberto Contador | DSC  | 2"      | 2 pts             |
| 3 | Juan José Cobo   | SDV  | 4"      | 1 pt              |

|   | Cykelrytter    | Hold | Tid         |
| - | -------------- | ---- | ----------- |
| 1 | Juan José Cobo | SDV  | 21h 56' 38" |
| 2 | Ángel Vicioso  | REG  | 37"         |
| 3 | Samuel Sánchez | EUS  | 1' 16"      |

## Sammenlagt

### Samlede stilling
|    | Cykelrytter        | Nationalitet | Hold                 | Tid         | UCI ProTour Point |
| -- | ------------------ | ------------ | -------------------- | ----------- | ----------------- |
| 1  | Juan José Cobo     | Spanien      | Saunier Duval-Prodir | 21h 56' 38" | 50                |
| 2  | Ángel Vicioso      | Spanien      | Relax-Gam            | 37"         | N/A               |
| 3  | Samuel Sánchez     | Spanien      | Euskaltel-Euskadi    | 1' 16"      | 35                |
| 4  | Damiano Cunego     | Italien      | Lampre-Fondital      | 2' 26"      | 30                |
| 5  | Alejandro Valverde | Spanien      | Caisse d'Epargne     | 2' 42"      | 25                |
| 6  | Davide Rebellin    | Italien      | Gerolsteiner         | 2' 50"      | 20                |
| 7  | Tadej Valjavec     | Slovenien    | Lampre-Fondital      | 2' 57"      | 15                |
| 8  | Fränk Schleck      | Luxembourg   | Team CSC             | 3' 13"      | 10                |
| 9  | Joaquím Rodríguez  | Spanien      | Caisse d'Epargne     | 3' 21"      | 5                 |
| 10 | Koldo Gil          | Spanien      | Saunier Duval-Prodir | 3' 41"      | 2                 |

### Bjergkonkurrencen
|   | Cykelrytter     | Nationalitet | Hold              | Point |
| - | --------------- | ------------ | ----------------- | ----- |
| 1 | Aitor Hernandez | Spanien      | Euskaltel-Euskadi | 53    |
| 2 | Manuel Beltrán  | Spanien      | Liquigas          | 40    |
| 3 | Mikel Astarloza | Spanien      | Euskaltel-Euskadi | 39    |

### Pointkonkurrencen
|   | Cykelrytter   | Nationalitet | Hold                   | Point |
| - | ------------- | ------------ | ---------------------- | ----- |
| 1 | Iker Flores   | Spanien      | Fuerteventura-Canarias | 9     |
| 2 | Jens Voigt    | Tyskland     | Team CSC               | 9     |
| 3 | Mikel Artetxe | Spanien      | Fuerteventura-Canarias | 8     |

### Regularidad konkurrencen
|   | Cykelrytter                | Nationalitet | Hold                 | Point |
| - | -------------------------- | ------------ | -------------------- | ----- |
| 1 | Juan José Cobo             | Spanien      | Saunier Duval-Prodir | 78    |
| 2 | Samuel Sánchez             | Spanien      | Euskaltel-Euskadi    | 71    |
| 3 | José Ángel Gómez Marchante | Spanien      | Saunier Duval-Prodir | 59    |

### Holdkonkurrencen
|   | Hold                 | Nationalitet | Tid         |
| - | -------------------- | ------------ | ----------- |
| 1 | Saunier Duval-Prodir | Spanien      | 65h 55' 37" |
| 2 | Caisse d'Epargne     | Spanien      | 10' 29"     |
| 3 | Lampre-Fondital      | Italien      | 10' 53"     |

## Trøjerne dag for dag
| Etape (Vinder)            | Førertrøjen    | Bjergtrøjen     | Pointtrøjen       | Holdkonkurrencen     |
| ------------------------- | -------------- | --------------- | ----------------- | -------------------- |
| 1. etape (Juan José Cobo) | Juan José Cobo | Aitor Hernandez | Vicente Ballester | Saunier Duval-Prodir |
| 2. etape (Manuel Beltrán) | Juan José Cobo | Manuel Beltrán  | Vicente Ballester | Saunier Duval-Prodir |
| 3. etape (Ángel Vicioso)  | Ángel Vicioso  | Aitor Hernandez | Iker Flores       | Lampre-Fondital      |
| 4. etape (Jens Voigt)     | Ángel Vicioso  | Aitor Hernandez | Iker Flores       | Lampre-Fondital      |
| 5. etape (Juan José Cobo) | Juan José Cobo | Aitor Hernandez | Iker Flores       | Saunier Duval-Prodir |
| 6. etape (Samuel Sánchez) | Juan José Cobo | Aitor Hernandez | Iker Flores       | Saunier Duval-Prodir |
| Vinder                    | Juan José Cobo | Aitor Hernandez | Iker Flores       | Saunier Duval-Prodir |